# Erano tutti miei figli
Erano tutti miei figli (All My Sons) è un film statunitense del 1948 diretto da Irving Reis.
È un film drammatico basato sul dramma teatrale All My Sons di Arthur Miller del 1947 e incentrato su un uomo che scopre che suo padre ha venduto aerei da guerra difettosi al ministero della difesa e si è reso quindi responsabile di 21 morti, tra cui quella dell'altro suo figlio.

## Trama
Joe Keller è un ricco imprenditore, ex proprietario, insieme al suo socio Herbert, di un'azienda che fabbrica componenti per aerei militari durante la seconda guerra mondiale. La sua fabbrica ha venduto all'aeronautica militare pezzi di ricambio difettosi causando la morte di ventuno giovani piloti. Keller fa ricadere la colpa sul suo socio, che finisce in carcere. Sulla famiglia Keller si abbatte però un'altra disgrazia: Dario, figlio di Joe e sua moglie Ketty, non è mai tornato dalla guerra ed è ormai disperso da tre anni. Ketty non riesce ad accettare la cosa e lo aspetta tutte le notti. Giunge a casa Keller (in cui è ambientato l'intero dramma) Anna, la storica fidanzata di Dario. Anna è stata invitata da Dick, l'altro figlio di Joe e Ketty sopravvissuto alla guerra, poiché egli vuole sposarla. Anna inoltre è la figlia di Herbert, il socio di Joe incriminato e attualmente in carcere. Il matrimonio di Anna e Dick è ostacolato dalla madre di lui che si ostina a credere che il figlio sia vivo, ma anche dall'arrivo di Giorgio, fratello di Anna che intanto è diventato avvocato. Giorgio sta tornando dalla prima visita fatta al padre da quando è in carcere, e al suo arrivo si scaglia contro Dick, rivelando che suo padre Joe è il vero responsabile per aver consentito la spedizione anni prima di quei pezzi difettosi. Dick e Anna cercano di gestire la situazione evitando di coinvolgere i genitori di lui e alla fine George va via furioso. Il nodo però giunge al pettine quando Dick vuole convincere sua madre che Dario è morto, per cui egli può sposare Anna; a questo punto Ketty rivela che non accetterà mai la morte del figlio perché vorrebbe dire accettare che Joe abbia ucciso suo figlio (Dario era pilota d'aerei). Dick capisce che ciò di cui parlava Giorgio è reale e dopo una lite furiosa con il padre scappa via. In sua assenza Anna mostra a Ketty una lettera che gli mandò Dario il 25 novembre, il giorno in cui morì. Nella lettera Dario racconta di aver appreso dai giornali lo scandalo provocato dall'azienda del padre e confida ad Anna di non sopportare il peso di quella colpa, per cui lascia intuire che nella sua prossima missione si toglierà la vita. Al ritorno di Dick scoppia un'altra grossa lite nella famiglia, Anna mostra anche a Dick la lettera di Dario, il quale poi la consegna al padre. Quest'ultimo, preso dalla disperazione, si rende conto di aver causato la morte di suo figlio, nonché degli altri ventun piloti che "erano tutti miei figli", e annuncia di volersi consegnare alla polizia, ma si rinchiude nella sua camera. Poco dopo si sente un colpo di pistola.

## Produzione
Il film, diretto da Irving Reis su una sceneggiatura di Chester Erskine con il soggetto di Arthur Miller (autore del dramma teatrale), fu prodotto da Universal International Pictures e girato negli Universal Studios a Universal City in California

## Distribuzione
Il film fu distribuito negli Stati Uniti ad aprile del 1948 al cinema dalla Universal Pictures (première a New York il 27 marzo 1948).
Alcune delle uscite internazionali sono state:
- in Svezia il 26 luglio 1948 (Alla mina söner)
- in Francia il 17 novembre 1948 (Ils étaient tous mes fils)
- in Finlandia il 25 febbraio 1949 (Minä syytän)
- in Danimarca il 21 marzo 1949 (Alle mine sønner)
- in Portogallo il 27 luglio 1950 (A Sombra do Passado)
- in Germania Ovest il 15 novembre 1984 (Alle meine Söhne, in prima TV)
- in Grecia (Itan oloi tous paidia mou)
- in Yugoslavia (Svi moji sinovi)
- in Polonia (Synowie)
- in Spagna (Todos eran mis hijos)
- in Italia (Erano tutti miei figli)

## Critica
Secondo il Morandini il film risulta fedele "allo spirito del dramma" di Miller ed è anzi proprio questa sua qualità di fondo che paradossalmente, nonostante il buon livello di recitazione degli attori, provoca quelli che sono i principali difetti del film: un "teatralismo di fondo" che "diventa verbosità e genera stanchezza".
«una delle più intense interpretazioni di Robinson, perfetto nel descrivere il dramma di questo capitalista che non vuole ammettere i propri errori... eccesso di verbosità...» **½ 

## Curiosità
- La trama di questo film ispirò il nome del gruppo musicale Twenty One Pilots.